# インドのナショナリズム

インドの国旗

マラーター王国の旗

本項目では、インドのナショナリズムについて述べる。インドにおけるナショナリズムは、インド独立運動を通じて形成され、インド社会における民族、宗教的対立と同様にインドの政治に強い影響を与え続けている。インドのナショナリズムはしばしば1947年のイギリスからの独立以前に認められた、インド文化圏がインド亜大陸ひいてはアジアに与えた影響と結びつけて語られる。

## インドの国家意識

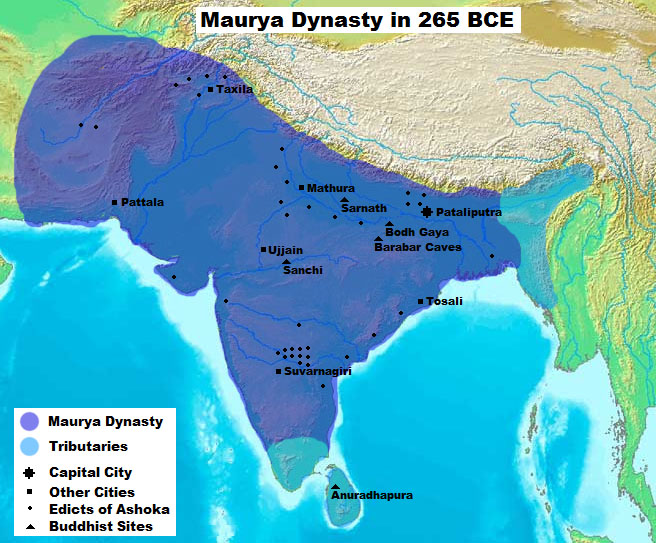
マウリヤ朝のアショーカ王時代における最大版図

インドでは歴史上、多くの帝国や政府によって統一国家が生まれてきた。古代の文書においてはバーラタ王のアカンダ・バーラタがインドの領域を規定しており、これらの地域が現在のインド文化圏を形成している。マウリヤ朝はインド全域と南アジア、ペルシャの大部分を版図に加えた最初の統一国家となった。以後、インドの各時代の国家はグプタ朝、ラーシュトラクータ朝、パーラ朝、ムガル帝国、イギリス領インド帝国などが中央政府を持つ統一国家として君臨してきた。

### 汎南アジア主義
インドの国家概念は単に主権の及ぶ領域の拡大を基礎とはしていない。ナショナリズムの基礎となっているのは、古代インドにおけるインダス文明とヴェーダ時代、そして世界の主要宗教に数えられるヒンドゥー教、仏教、ジャイナ教、シク教を生み出している点にある。インドのナショナリストはインドをインド亜大陸全体の領域をさしてインドのナショナリズムを論じることが多い。

### 他国の侵攻

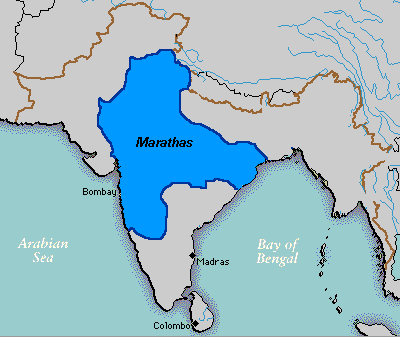
ヒンドゥー教徒によるインド最後の王国、マラーター王国の最大版図

インドは過去の歴史上、マラーター王国におけるシヴァージー、ジャーンシーにおけるラクシュミー・バーイー、ラージプーターナーにおけるキットゥール・チェンナマやプラタープ・シング（マハーラーナー・プラタープ）、チャウハーン朝のプリトヴィーラージ3世、ガズナ朝皇帝マフムードやイギリスのインド支配を排除しようとしたティプー・スルターンなど、他国のインド侵攻やインド支配に対して多くの王、王妃を擁して対抗してきた。マウリヤ朝のチャンドラグプタやマガダ国のアショーカ王など、古代インドの王は宗教的な寛容さもさることながら戦の天才として後世に語り継がれている。
ムスリムの王もまたインドの誇りの一部となっている。ムガル帝国最盛期の王であったアクバルは国内の宗教的対立を解消しようとし、国内にカトリック教会を設置することでヒンドゥー教徒、仏教徒、シク教徒、ジャイナ教徒などと共に、カトリック信者とも友好関係を保っていたことが知られている。ヒンドゥー教徒であるラージプートの王と血縁的、政治的結びつきを強めた。
アクバル以前のスルターンは多かれ少なかれ宗教的に寛容ではあったものの、アクバルはさらに進んで、国内におけるイスラーム教の完全な信仰の自由を保証し、既存の宗教との混合を試みた。アクバルは宗教的差別を撤廃し、ヒンドゥー教徒の大臣などを登用し、王の前において宗教的議論まで行わせた。

## スワラージ
詳細は「インド独立運動」「インド大反乱」を参照

第二次世界大戦中、自由インド仮政府によって使用された国旗

1857年に起きたインド大反乱において、インド人兵士と地方の藩王国の藩王はイギリス帝国に対して反乱を起こした。この反乱は国土全土を覆う規模にまで発展しただけでなく、将来のナショナリズム形成の基礎となり、宗教的、民族的な対立も生み出した。
自治を意味する「スワラージ」はインドの完全な独立を要求するバール・ガンガーダル・ティラクによって提唱されたが、第一次世界大戦後まで実を結ぶことはなかった。1919年、ローラット法発布に対する抗議のために集まった非武装のインド人市民に対しイギリス軍が無差別射撃を行ったアムリットサル事件の後、インド国民は怒りを爆発させ、インド国民会議においてイギリスからの独立を模索するようになった。

### ガンディーらによる独立運動
マハトマ・ガンディーはアヒンサー (非暴力)と市民的不服従を掲げ、塩の行進に代表されるサティヤーグラハ運動を行った最初の人物である。この運動により、一般大衆も暴力やその他の好ましくない手段を用いることなく、イギリスに対する革命運動に参加することが可能となった。ガンディーは民主主義や宗教的、民族的平等にこだわるだけでなく、カースト制度に根ざした差別の撤廃運動も展開し、インドの歴史上初めて不可触民と呼ばれる人々が革命運動に参加することになった。
一般大衆がインドにおける自由闘争へと参加したことにより、革命運動に参加する数は1930年代までに数千万人にまで膨れ上がった。加えて、ガンディーは1918年から1919年にかけて行ったチャンパランとケダにおけるサティヤーグラハによる勝利は、インドの青年層に対しイギリスの支配を打破できるという自信を与えた。ヴァッラブバーイー・パテール、ジャワハルラール・ネルー、アブル・カラーム・アーザード、チャクラヴァルティー・ラージャゴーパーラーチャーリー、マハトマ・ガンディー、ラージェーンドラ・プラサード、ハーン・アブドゥル・ガッファール・ハーンといった独立指導者は、地域や民族層を超えてインドの人々に支持され、強力なリーダーシップによって国家の政治的方向性の基盤を築いた。

## インド人の枠組を超えて
インドはその民族的、宗教的な多様性と同様、ナショナリズムにおいても多様な側面を見せる。従って、最も影響の大きい底流にあるものは単なる「インド人」という枠組みを超えている。インドのナショナリズムにおいて最も議論の的になり、感情的対立が生まれるものが宗教である。宗教はインド人の生活において、主要かつ、多くの場合において骨子となる要素を形成している。インドには、言語、社会慣習、歴史上の経緯などで区分される多様な民族コミュニティがある。

### ヒンドゥー・ナショナリズム

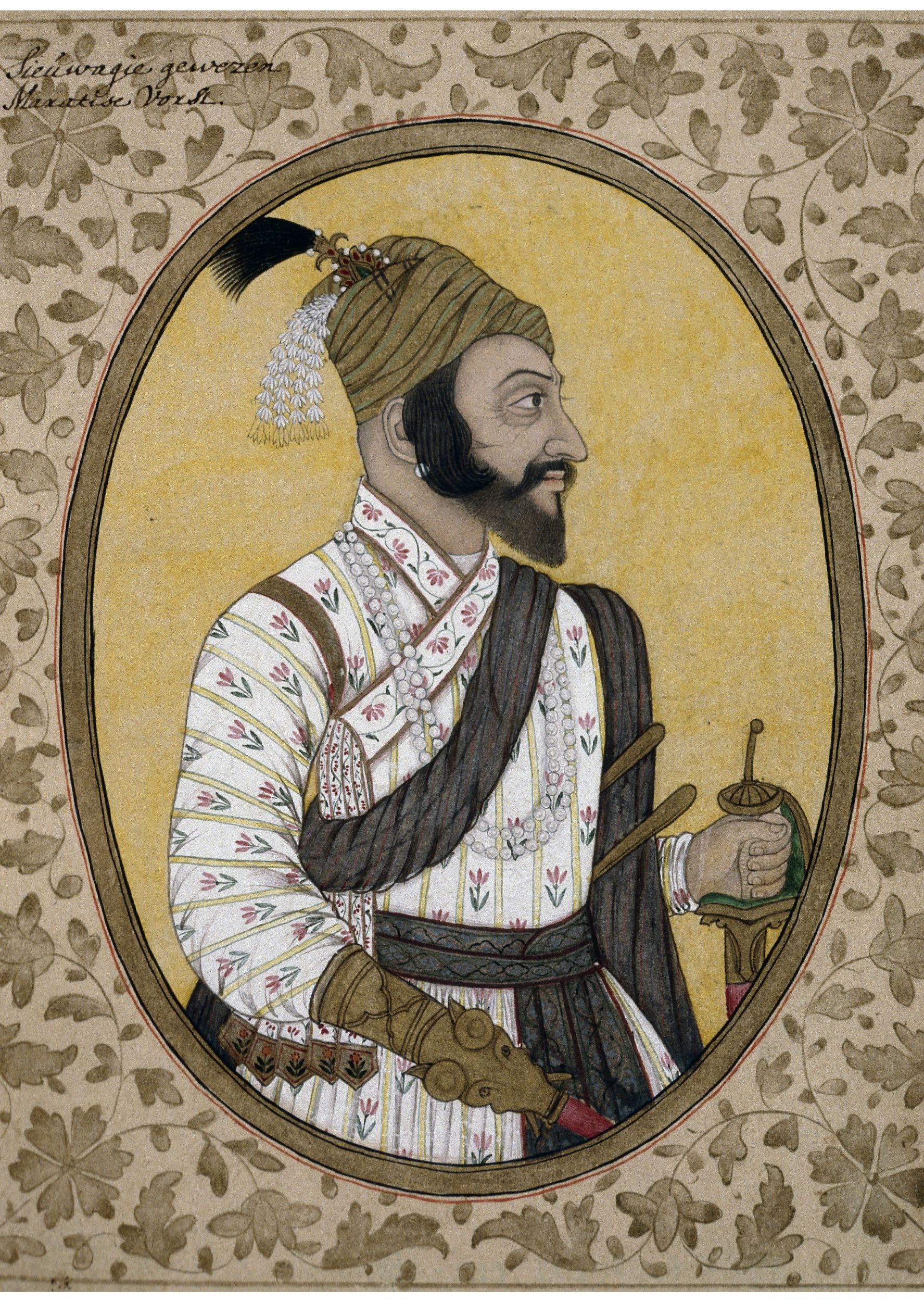
シヴァージー

インドにおいてイスラーム教支持者が支配者層にいた時代から、ヒンドゥー教寺院の破壊やイスラーム教への強制的な改宗、イスラム教徒による侵略はヒンドゥー教に重大な影響をもたらしてきた。
20世紀に入り、ヒンドゥー教徒は全人口の75％を超え、ヒンドゥー教はナショナリズムの拠り所といってもよいものとなった。現代のヒンドゥー教では、カーストや言語的、民族的な違いを超えたヒンドゥー教社会の統一を目指している。1925年、ケーシャヴ・バリラーム・ヘードゲーワールはマハーラーシュトラ州のナーグプルにおいて、ヒンドゥー至上主義を基盤に据えた市民団体である民族義勇団を設立した。
ヴィナーヤク・ダーモーダル・サーヴァルカルはヒンドゥー・ナショナリズムを体現する国家の核となる概念としてヒンドゥトヴァという用語を導入した。この概念はインド人民党やヴィシュヴァ・ヒンドゥー・パリシャドのような今日のヒンドゥー至上主義支持団体の宗教的、政治的な基盤となっている。
ヒンドゥトヴァの支持団体はカシミールのようなイスラーム教徒が多数を占める地域における半自治的な特権を与える憲法第370条の廃止を主張し、ムスリムに対する特別な法的措置を廃止し均一な市民権を与えるよう要求している。これらの要求はムスリムへの特別扱いに対するヒンドゥー・ナショナリズムの現れと見ることができる。

### インド建国
1906年から1907年にかけて、ヒンドゥー教徒が多数を占めるインド国民会議へのムスリムの懐疑心からイスラム教徒知識層により全インド・ムスリム連盟が結成された。しかし、マハトマ・ガンディーの指導力はムスリムからも幅広い支持を集めた。アリーガル・ムスリム大学と、ジャーミア・ミリア・イスラーミアは同じイスラーム教の大学でありながら、独立した大学となっている。前者は全インド・ムスリム連盟の思想を是とする組織であり、後者はナショナリズム及びガンディーの思想に基づくムスリムの教育を行う場として設立された。
ムハンマド・イクバールやムハンマド・アリー・ジンナーのようなムスリムがヒンドゥー教徒とイスラム教徒は別個の国家を有するべきだと考える一方で、ムフタール・アフマド・アンサーリーやアブル・カラーム・アーザード、ハーン・アブドゥル・ガッファール・ハーン、ハキーム・アジュマル・ハーンはマハトマ・ガンディーの思想やインドの自由闘争を支持し、インドのムスリムが分離独立するべきだという考えに反対している。後者の考えはパンジャーブ、シンド州、バローチスターン州、ベンガル地方といった、全インド・ムスリム連盟が政治的に強い影響力を持っている地域やパキスタンの分離独立の影響を受けた地域では支持されていない。
ザキール・フサイン、ファフルッディーン・アリー・アフマド、アブドゥル・カラームはインドの大統領経験があるムスリムである。俳優のシャー・ルク・ハーンやナシールディン・シャー、アーミル・ハーン、音楽家のザキール・フセイン、アムジャド・アリー・ハーン、クリケット選手のサイイド・キルマーニー、イルファン・パタン、ザヒール・カーン、ムシュタク・アリー、ムハンマド・アズハルッディーンのような著名人のムスリムもまたインドのシンボルとなっている。

## ナショナリズムと政治

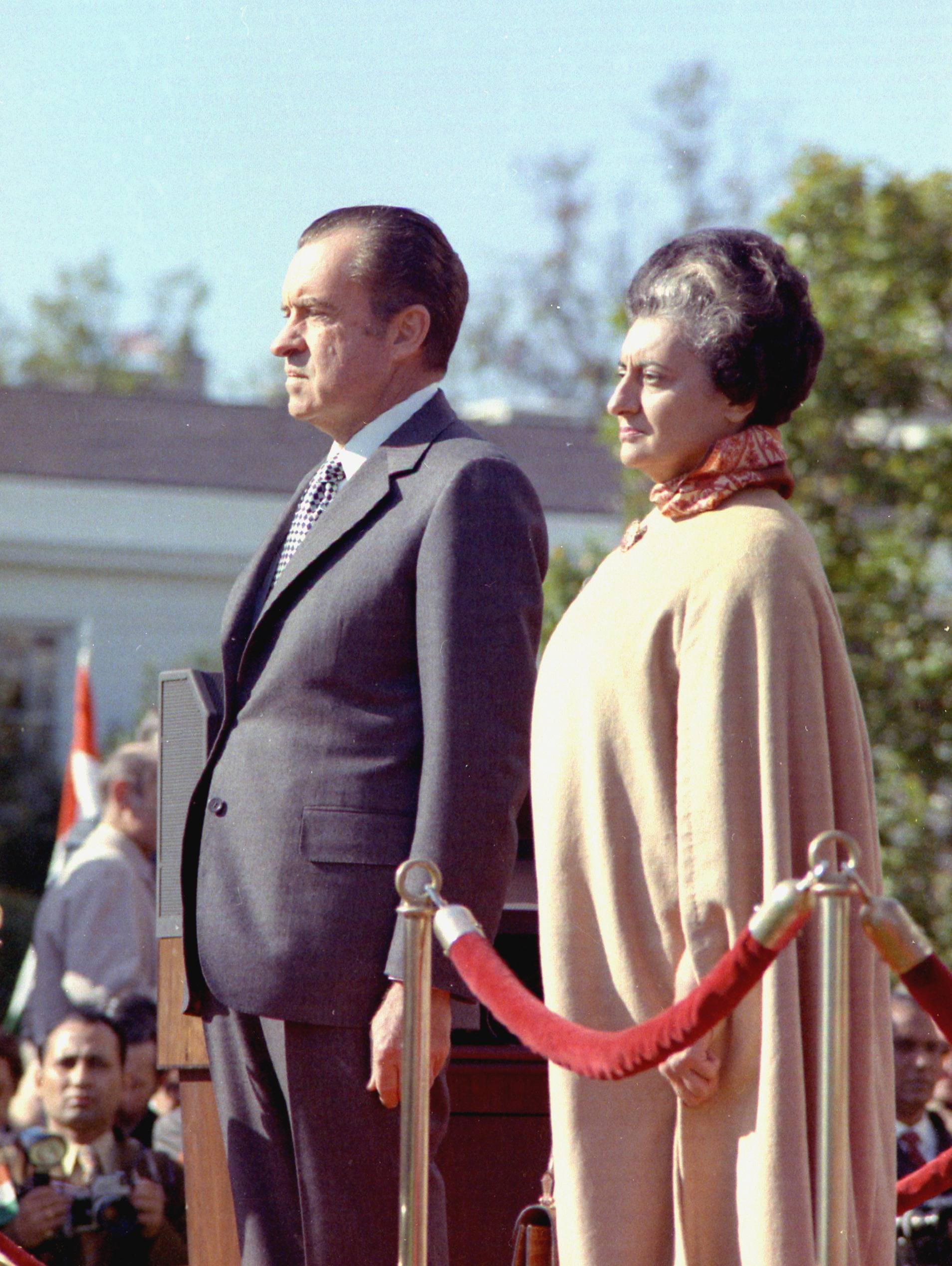
1971年に起こった第三次印パ戦争でインドを勝利に導いたインド首相インディラ・ガンディー

インドの最大政治団体であり、45年にわたって与党として政権を運営してきたインド国民会議の政治的な主張はマハトマ・ガンディーとジャワハルラール・ネルー、そして彼らに連なるネルー・ガーンディー・ファミリーに依存しており、インド独立以来ネルー・ガーンディー・ファミリーが実権を握ってきた。
1970年代前半までインド国民会議はインド独立運動成功の恩恵を受ける形で政権を運営しており、インドの自由、民主主義、統一を守ることに対してはネルーの時代と同様の主張を繰り返している。ムスリムはネルーが示した宗教教育分離主義を擁護するインド国民会議の支持者である。対照的に、インド人民党はより積極的なナショナリズムに根ざした主張を展開してきた。インド人民党はインドの文化と遺産を守り、インド人口の多数を占めるヒンドゥー教徒を守る政策を模索しており、このことが近隣の脅威となっている中国やパキスタンに対する国境線への積極的な軍事防衛強化といったナショナリズムと結びついている。
宗教的な主張をしている政党としては、シク教徒が多数を占めるパンジャーブ州に基盤を持つアカーリー・ダルや、マハーラーシュトラ州においてマラーター王国におけるシヴァージーのようにヒンドゥトヴァを支持するシヴ・セーナーがある。アッサム州では、アソム人民会議が第一党であったものの2011年の選挙で惨敗を喫し、アソム連合解放戦線 (ULFA) がアソム人のナショナリズムを代弁する形となっている。タミル・ナードゥ州ではドラヴィダ人協会 (DK) から生まれたドラーヴィダ進歩党 (DMK) や全インド・アンナー・ドラーヴィダ進歩党 (AIADMK)、労働者党 (PMK)、ドラーヴィダ復興進歩党 (MDMK) が主要政党となっている。
カースト制度からの解放運動を行なっている政党としては、ウッタル・プラデーシュ州とビハール州のようなインド北部の人口の多い州において不可触民 (現在の指定カースト) やヒンドゥー教徒のような貧困層より支持を受けている大衆社会党やラルー・プラサード・ヤーダヴの政党がある。ほぼ全てのインドの州に州土着の人々の文化からの支持のみを目的として政治主張を展開する地域政党がある。

## ナショナリズムと武力衝突

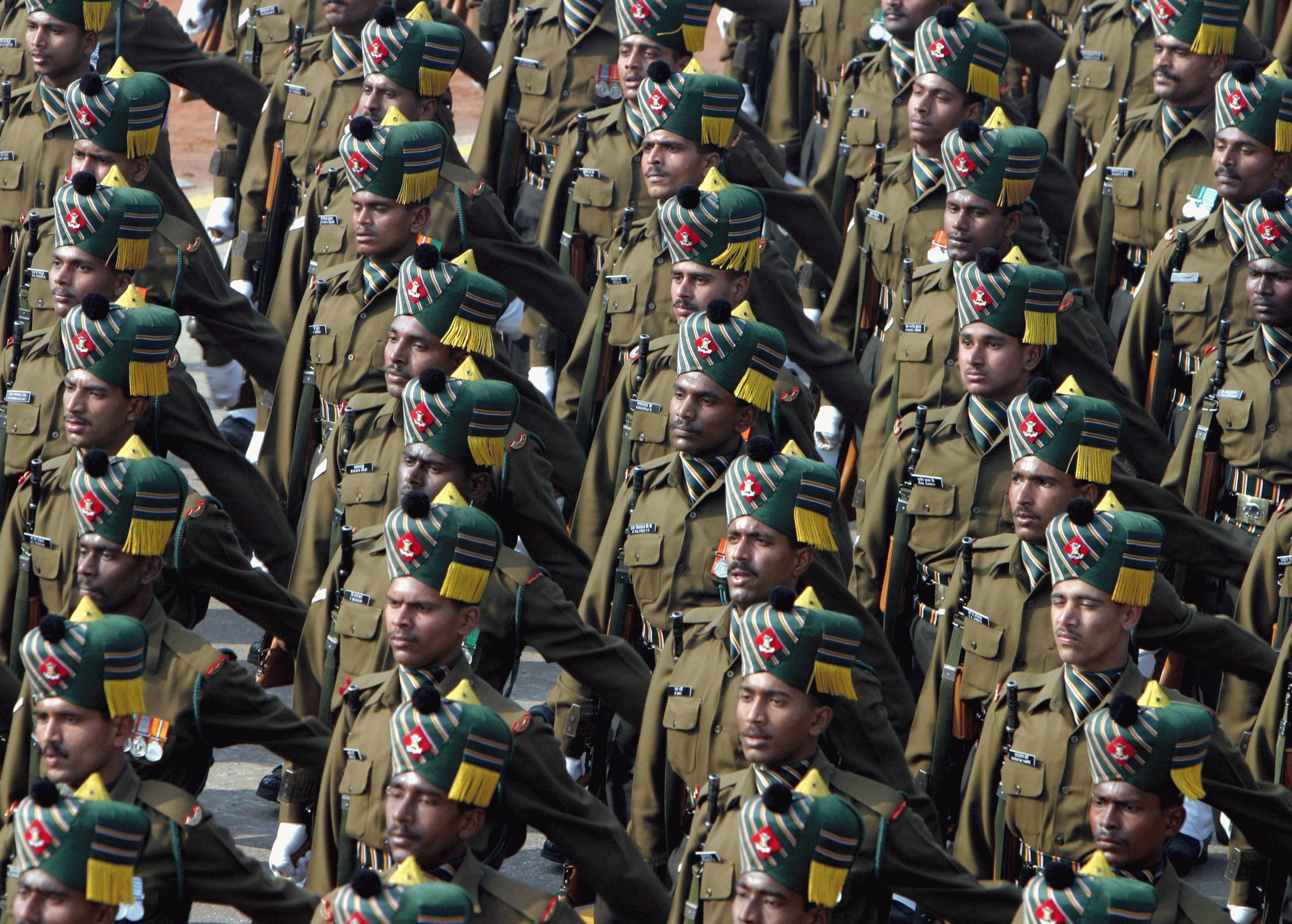
100万人以上の兵力を持ち、世界第3位の部隊数を持つインド陸軍

インドの軍隊はインドのナショナリズムにおいて必ず論点となる部分である。インドの軍隊に関する最古の記述としてはヴェーダやラーマーヤナ、マハーバーラタのような叙事詩に見ることができる。インドは歴史上多くの王国が興亡を繰り返し、十六大国、シシュナーガ朝、ガンガ朝、ナンダ朝、マウリヤ朝、シュンガ朝、カーラヴェーラ、クニンダ王国、チョーラ朝、チェーラ朝、パーンディヤ朝、サータヴァーハナ朝、西クシャトラパ、クシャーナ朝、ヴァーカータカ朝、 カラブラ朝、グプタ朝、パッラヴァ朝、カダンバ朝、西ガンガ朝、ヴィシュヌクンディーナ、前期チャールキヤ朝、ヴァルダナ朝、ヒンドゥー・シャーヒー朝、東チャールキヤ朝、プラティーハーラ朝、パーラ朝、ラーシュトラクータ朝、パラマーラ朝、ヤーダヴァ朝、ソーランキー朝、後期チャールキヤ朝、ホイサラ朝、セーナ朝、東ガンガ朝、カーカティーヤ朝、カラチュリ朝、デリー・スルターン朝、デカン・スルターン朝、アーホーム王国、ヴィジャヤナガル王国、マイソール王国、ムガル帝国、マラーター王国、マラーター同盟、シク王国などが栄えては滅んでいった。
現在のインド陸軍は19世紀のイギリス領インド帝国の軍隊が元になって形成されたものである。今日、インド共和国は100万人以上の兵力を持ち、世界第3位の軍隊部隊数を持つ。公式に発表されている国防予算は164415.19カロールルピー (310.7億ドル)であるが、実際にはこの金額よりはるかに上であると推測されている。インド陸軍では急速な軍の近代化と軍備拡張が行われており、インド弾道ミサイル防衛プログラムや戦略爆撃機、大陸間弾道ミサイル、潜水艦発射弾道ミサイルを指す呼称である核兵器の三本柱の配備が計画されている。